# 賴利·艾亨
賴利·艾亨是美國男性電子遊戲設計師、美術師；以及遊戲廠商Crackpot Entertainment的創立者之一。

## 經歷
在LucasArts任職時，賴利·艾亨主要負責遊戲美術方面的事務，而他首次製作設計的遊戲；是1997年與同仁強納森·艾克利聯手開發的《猴島的詛咒》。
離開LucasArts後，賴利·艾亨曾在微軟工作室下負責一些遊戲作品的美術處理，之後與另一名離任LucasArts的職員麥克·李維（Mike Levine）成立遊戲公司Crackpot Entertainment。賴利·艾亨在Crackpot Entertainment首款發行的作品是2008年動作冒險遊戲《蟲蟲殺機》。
後續2012年，賴利·艾亨與之前LucasArts合作的同仁強納森·艾克利；一同替華特迪士尼世界設計園區中的互動遊戲設施「神奇王國魔法師」（Sorcerers of the Magic Kingdom）。

## 參與作品

### 電子遊戲
- 猴島小英雄2：老查克的復仇（1991年）：美術、過場動畫
- 超級星際大戰（1992年）：美術、過場動畫
- 鄰君不是人（1993年）：額外美術處理
- 星際大戰：叛軍進攻（1993年）：
- 瘋狂時代（1993年）：美術
- 妙探闖通關 大腳之謎（1993年）：美術
- 極速天龍（1995年）：首席遊戲動畫師
- 猴島的詛咒（1997年）：聯合專案負責人、遊戲設計、劇本
- 致命快艇（2001年）：美術
- 微軟模擬飛行X（2006年）：美術
- 蟲蟲殺機（2008年）：聯合專案負責人

### 遊樂設施
- 神奇王國魔法師（2012年）：聯合設計師

## 外部連結
- 賴利·艾亨成立的Crackpot Entertainment遊戲公司 （页面存档备份，存于）（英文）